# Pajares de Fresno
Pajares de Fresno es una localidad de la provincia de Segovia perteneciente al municipio de Fresno de Cantespino, al que fue agregado en febrero de 1970 con sus anejos de Cincovillas y Gomeznarro, perteneciente a la Comunidad de Villa y Tierra de Fresno de Cantespino.
En 1247 se menciona como Paiares.

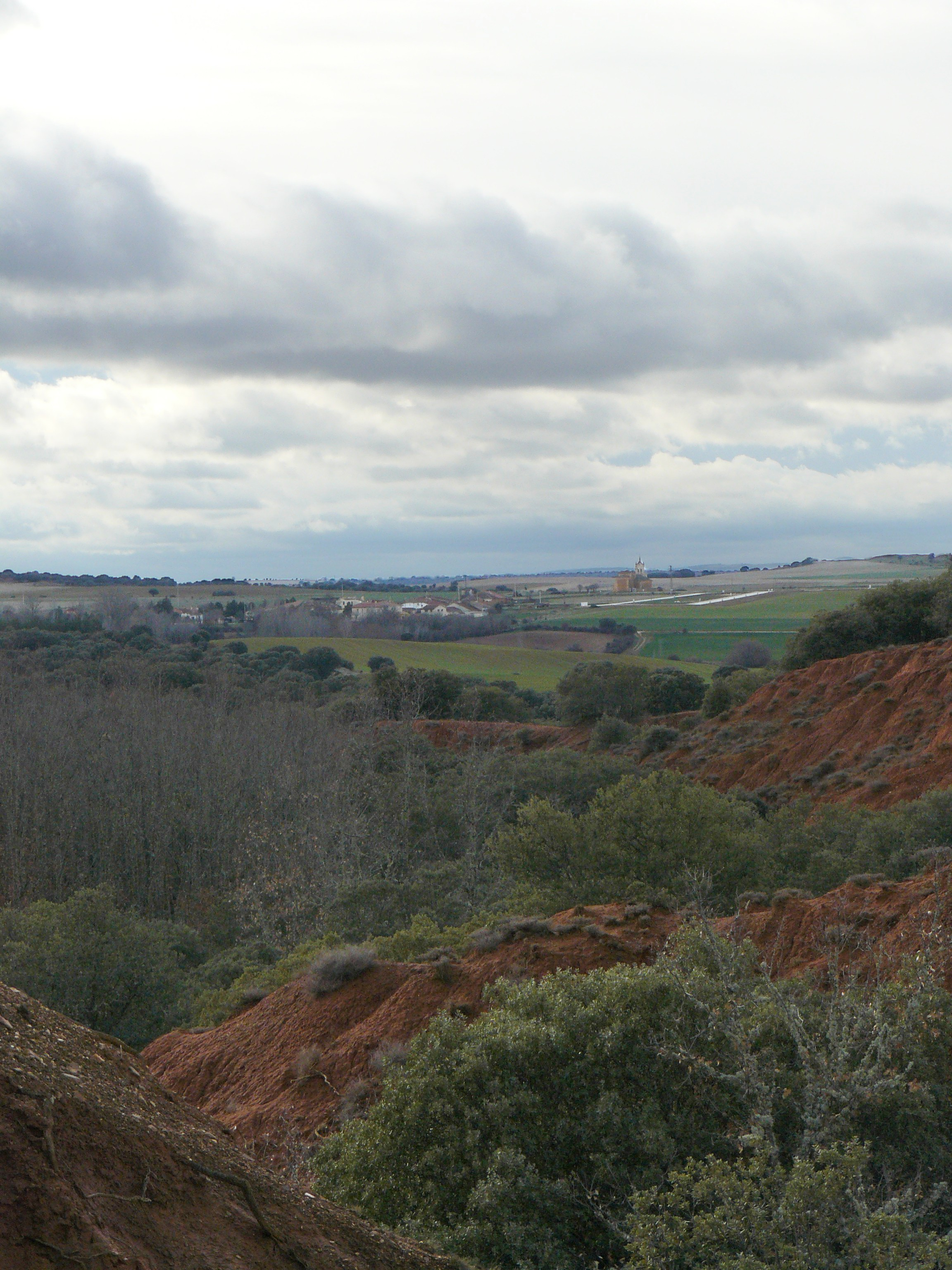
Vista de Pajares de Fresno desde el sureste.

Alonso de Herrera realizó un retablo de la iglesia, hoy día desaparecido.

## Geografía humana

### Demografía
Cuenta con una población de 13 habitantes, INE(2024).
| Gráfica de evolución demográfica de Pajares de Fresno entre 1842 y 1960 |
| |
| Población de derecho según los censos de población del INE Población de hecho según los censos de población del INEEntre el censo de 1857 y el anterior, crece el término del municipio porque incorpora a 405011 (Cincovillas) y 405018 (Gomeznarro) Entre el censo de 1970 y el anterior, este municipio desaparece porque se integra en el municipio 40079 (Fresno de Cantespino) |

| 25            | 24 | 25 | 24 | 22 | 19 | 17 | 16 | 17 | 15 | 15 | 13 | 11 |
| (Fuente: INE) |    |    |    |    |    |    |    |    |    |    |    |    |